# Fórmula bruta
A fórmula bruta é a fórmula de um composto químico que não traz nenhuma informação sobre sua estrutura. Indica apenas o tipo de átomo presente na molécula e seu número. Dois ou mais compostos podem ter a mesma fórmula bruta, desde que contenham os mesmo elementos em mesmo número, porém ligados entre si de maneira distinta.
Exemplos:
- Fórmula bruta do etanol, C2H6O, mostra a sua composição mas não diz como os átomos estão ligados uns aos outros.

As fórmulas brutas podem ser obtidas com a técnica de microanálise.